# Gheorghi Karaslavov
Gheorghi Karaslavov (în bulgară Георги Караславов, n. 12 ianuarie 1904, Plovdiv, Principatul Bulgariei – d. 26 ianuarie 1980, Sofia, Republica Populară Bulgaria) a fost un scriitor bulgar.
A scris cu precădere romane realiste având ca temă viața rurală și lupta antifascistă a bulgarilor.
De asemenea, a întreprins o bogată activitate publicistică.

## Scrieri
- 1938: Ciumăfaia ("Tatul", Татул)
- 1942: Nora ("Snaha", Снаха)
- 1948: Tango ("Tango",  Танго)[4]
- 1948: Hristo Smirnenski
- 1949: Elin Pelin
- 1952/1957: Oameni obișnuiți ("Obliknoveni hora").